# アクロン (洗剤)
アクロン（Acron）は、ライオンから発売されているおしゃれ着用中性洗剤。1963年発売開始。「毛糸洗いに自信が持てる」旨のキャッチコピーが使われており、ウールマークがついた衣類の洗濯にも適しており、ウールマーク及びコットンUSAマーク認定商品となっている。但し、一旦ウールマークが表示されていない時期もあった（1998年まで）なお、現在はウールマークの表示はない。商品名の由来は「特別の意味はないが、発売当時に出回った合成繊維のアクリルとナイロン」の造語」と言われている（ライオンのホームページより）。

## 商品概要・歴史
毛・綿・絹・麻・合成繊維の洗濯用。使用量の目安は、一般の洗濯機の場合は水30Lに対して40mL、ドラム式の場合は、衣類1.5kgに対して30mL、手洗いの場合は水4Lに対して10mL。品名ロゴは、群青色。デザインは色柄物や絹などが載っており、中心はハートのデザイン。
沿革
- 1963年 - 当時のライオン油脂（現：ライオン）から粉末タイプの製品が発売開始した。当初はウールマークがなかったが、後に認定を受ける。
- 1972年 - デザインリニューアル。
- 1973年 - 液体タイプの製品が発売。10年間程度は粉末・液体双方が販売されたが、現在は液体タイプのみが販売されている。
- 1975年 - 組成とデザインリニューアル。
- 1976年 - デザインリニューアル。
- 1979年 - 組成とデザインリニューアル。
- 1985年 - デザインリニューアル（一旦ウールマークの表示がなくなる）。
- 1989年9月 - 液体アクロンを新発売。
- 1991年 - 初の全面改良。ボトルが大きくなり、植物系マイルドコート剤を新配合。
- 1993年2月 - 詰め替え用を発売。
- 1995年7月 - 組成・パッケージ改良。
- 1998年 - 「アクロンExcellent」発売（ウールマーク表示が復活する）。
- 2002年3月 - カジュアル衣料の洗濯に最適化した「アクロン コットン&カジュアル」を発売（現在は製造終了）。
- 2003年9月6日 - 高い洗浄力を実現し、"大切に洗いたい衣料"の洗濯習慣を提案したアクロン デイリーウォッシュを発売。
- 2005年7月30日 - 洗濯による型崩れや色落ちを防ぐ「スタイル保持成分ASP」を新配合しリニューアル。商品名を「アクロン」に戻す。
- 2006年
  - 1月14日〜2月28日 - 「アクロン」でスタイルアップキャンペーン実施。
  - 4月 - 組成とデザインリニューアル。
  - 9月29日 - 「フレッシュハーブの香り」数量限定発売。
- 2007年
  - 3月7日 - 数量限定品として発売されていた「フレッシュハーブの香り」が好評につき、通常商品として追加発売。
  - 9月 - リニューアル。「スタイル保持成分ASP」の配合比を最適化することで型崩れ・色あせ防止効果を高めるとともに、おしゃれ着用洗剤としては初めて静電気防止効果も付与。パッケージデザインも変更された。併せて、香りの名称を「やさしく香るフローラルブーケ」と「みずみずしく香るフレッシュハーブ」に変更。
- 2008年
  - 8月 - 「フローラルブーケ」のパッケージデザインをリニューアル。なお、後にこの香りのみ、一部のホームセンター限定で通常サイズの2倍容量の大型サイズ（本体1000g/つめかえ用900g）が発売されていた。
  - 9月10日 - 従来の「みずみずしく香るフレッシュハーブ」に代わり、「デオドラントグリーンの香り」を追加発売。
- 2010年9月8日 - 改良新発売[1]。「自分♥服」をキーワードにしたコミュニケーションを展開。香水などのフレグランスで使われている香料を取り入れ、香り成分を従来品の約2倍に増量。従来の「リフレッシュグリーンの香り」は「グリーンリラックスの香り」に変更。
- 2011年
  - 7月20日 - 「キキララ」の愛称で知られるサンリオのキャラクター「リトルツインスターズ」をパッケージデザインに採用したデザインボトルを数量限定で発売。
  - 10月1日 - 改良（組成、デザイン）。
- 2012年
  - 2月17日 - 2011年7月に発売した「リトルツインスターズ」を採用したデザインボトルを新デザインにリニューアルのうえ、数量限定で再発売[2]。
  - 5月2日 - 柔軟剤「香りとデオドラントのソフラン アロマリッチ Scarlett（スカーレット）」とコラボレーションした「スカーレットの香り」を数量限定で発売。なお、内容量は通常品より10%少なくなっている（本体450mL・つめかえ用360mL）[3]。
  - 9月19日 - リニューアル。独自の「高浸透ダメージケア組成」を採用するとともに、すすぎ性を向上。従来の「グリーンリラックスの香り」に代わり、新香調の「シャイニーフルーツの香り」を追加[4]。
- 2013年
  - 1月23日 - 柔軟剤「香りとデオドラントのソフラン アロマリッチ Juliette（ジュリエット）」とコラボレーションした「ジュリエットの香り」を数量限定で発売。2012年5月に発売した数量限定品「スカーレットの香り」同様、内容量は通常品より10%少なく設定されている[5]。
  - 8月28日 - 柔軟剤「香りとデオドラントのソフラン アロマリッチ Annie（アニー）」とコラボレーションした「アニーの香り」を数量限定で発売。「スカーレットの香り」・「ジュリエットの香り」同様、内容量は通常品より10%少なくなっている[6]。
  - 9月25日 - 「シャイニーフルーツの香り」をパッケージリニューアル。
- 2014年9月10日 - リニューアル。繊維表面をコーティングして着ている間の「こすれ毛玉」の原因となる摩擦を防ぐ「シルキータッチ成分」を配合。さらに、本体はボトル形状を「ドレス型形状ボトル」に変更した[7]。
- 2015年
  - 3月11日 - 「フローラルブーケの香り」につめかえ用 大を追加発売[8]。
  - 4月29日 - ローズ・ミュゲ・グリーンアップルをミックスし、香りの成分をひかえめにした微香タイプ「ナチュラルソープの香り」を数量限定で発売[9]。
- 2016年1月20日 - 数量限定品として発売されていた微香タイプ「ナチュラルソープの香り」をパッケージデザインを変更してレギュラー製品として発売（レギュラー製品化に合わせ、つめかえ用 大を追加設定、なお、「シャイニーフルーツの香り」は製造終了となる）[10]。
- 2017年1月 - リニューアル。配合されている繊維保護成分SAPA（ステアリン酸ジメチルアミノプロピルアミド）に制服やスーツのテカリの発生を抑制する効果を見出したことと、2016年12月に変更された新しい洗濯表示に対応するため、パッケージデザインを変更した[11]。
- 2018年9月 - リニューアル。洗浄成分が衣類に残りにくい処方に改良され、弱水流コース（ドライコースやおうちクリーニングコースなど）でのすすぎ1回に対応。本体は内容量が減容（500mL → 450mL）された[12]。
- 2020年3月 - リニューアル。パッケージデザインが変更された[13]。
- 2023年
  - 2月22日 - 「アクロン コットン&カジュアル」以来約21年ぶりとなるシリーズ製品「アクロン スマートケア」を発売[14]。
  - 3月22日 - リニューアル。柔軟成分を配合。つめかえ用は内容量が減容された（400mL/900mL→380mL/850mL）。

## 商品ラインナップ

### 現行商品
アクロン
「フローラルブーケ」と「ナチュラルソープの香り」の2種類。容量は450mL、つめかえ用は400mLと通常品の約2.2倍容量でキャップ付の900mLが設定される。
「フローラルブーケ」は、ピンクローズ、ミュゲ、ジャスミンなどをミックスした香りで、ピンクのボトル。
「ナチュラルソープ」は、ローズ・ミュゲ・グリーンアップルなどをミックスした微香タイプで、スカイブルーのボトル。取扱い店舗は少ない。
アクロン スマートケア
界面活性剤をサポートする働きを持つ再付着防止剤の配合によって洗浄力を保持したままで界面活性剤を大幅に減らしたことで脱水後も界面活性剤が衣類に残りづらくなったことですすぎ工程を不要化し、柔軟成分を配合したタイプ。（すすぎ0回に設定する場合は単体使用が推奨されており、柔軟剤や漂白剤などと併用する場合はすすぎ1回に設定する）
香りはグリーンシトラスで、ベージュのボトル。容量は通常の「アクロン」よりも減容されており、本体は440mL、つめかえ用はキャップ付き大容量サイズのみの設定で、820mLとなる。

### 生産終了品
アクロン（粉末）
アクロン スポットクリーニング
2001年9月生産終了。
アクロン 仕上げのエッセンス
2002年10月生産終了。柔軟剤。
アクロン デリケートクリーニングバック
アクロン 仕上げのエッセンス
アクロン コットン&カジュアル
アクロン ディリーウォッシュ

## 配合成分
現在の配合成分
界面活性剤（21% ポリオキシエチレンアルキルエーテル）、安定化剤、柔軟化剤
過去の配合成分
分散剤（ - 2012年9月18日）

## キャッチフレーズ
- 「デリケートクリーニング」
- 「やさしく洗って しっかりキレイ」（2003年9月6日 - 2005年）
- 「洗うたび おろしたて感覚」（2007年9月 - 2009年10月30日）
- 「たいせつな、自分♥服洗いに。」（2010年9月8日 - 2011年9月30日）
- 「思い通り&計算通〜り」（2011年10月1日 - 2012年9月18日）
- 「のびヨレぴんっ!」（2012年9月19日 - ）
- 「毛玉もノンノン!」（2014年9月10日 - ）

## アクロンの歌
- 作詞・作曲 - 小林亜星
- 1974年から1976年までは、「アクロンなら、毛糸洗いに自信がつきます」と宣伝。
- 1977年以降、歌詞を一部変更し「アクロンなら毛糸洗いに自信が持てます」と宣伝されていた（末期では「毛糸洗いとおしゃれ着洗い」に変更）。これは放送終了の1996年まで続いた。このフレーズは嘉門達夫が『替え唄メドレー3・完結編』（1992年1月1日発売）収録の「歌が変わるシリーズ」で「天才バカボン」に続けて歌われた。

## CM
2020年3月のリニューアルからはCMは制作されていなかった。
歴代CM出演タレント
二瓶正也（1973年 - 1974年）
渡辺篤史（1974年 - 1975年）
うえだ峻（1977年）
CMは下宿先のアパートに住んでいるマリちゃんがうえだのセーターを洗ってふっくらさせるというもの。
風間杜夫、好井ひとみ（1979年 - 1980年）
風間杜夫が出るCMは「俺のセーターお前が洗え♪」と歌うものだった。内容は風間のセーターを好井が洗ってふっくらさせる。「ふっくらふんわり仕上がれば、お前を嫁にしてやる♪」と歌っていた。
東八郎、大川栄子（1985年 - 1988年）
東八郎が出るCMは2本あり、1本は子供2人と一緒にタップダンスをするものだった。最初に大川栄子がキャップにアクロンを入れる場面から始まった。しかし大川栄子が出る場面は一瞬だけだった。
小堺一機（1991年 - 1996年）
小堺一機が出るCMは、妻（?）が新しくなったアクロンの話をするものだった。アクロンのいいところを言うにつれて妻が「いい子ねー」と言う。ちなみに「アクロンなら毛糸洗いに…」という歌はこのCMで終了となった。
和久井映見（1998年 - 2002年）
薬丸裕英（2003年 - 2004年）
川原亜矢子（デイリーウォッシュ、2003年 - 2005年）
2003年9月6日から2005年まで放送されていたデイリーウォッシュのCMはたくさん制作された。
RINA（2005年7月30日 - 2007年）
石川亜沙美（2007年9月 - 2008年）
「メイクルーム」篇、15秒版のみ。アクロンで洗うとどんな感じなのかを語っていた。
松谷彼哉（声のみ、2009年10月 - 2010年9月）
2009年10月31日から2010年9月7日まで放送されていたCMは初のアニメーションCMになった。15秒バージョンのみ。一条ゆかり原作のキャラクター洗濯ヨシコが「アクロンって、ズルイ」というCMだった。
土屋アンナ（2010年9月 - 2012年9月）
2010年9月8日から2011年9月30日まで放送されていたCMは土屋アンナが出演していた。15秒バージョンのみ。3本あった。最後に「指先アイロン」「筒干し」「ピッピ・テク」で検索と出ていた。2011年10月1日から始まったCMは、昨年に引き続き土屋アンナが出演する「それが愛でしょ」。15秒バージョンのみ。服屋のCM。
桐谷美玲（2012年9月 - ）
後述のふくみみィちゃんと共演した2012年9月開始の「のびヨレピン」篇と2014年9月10日開始の「毛玉もノンノン」篇の2通りで出演したが、いずれも2016年1月で終了。同年2月17日からは桐谷が「どんぐりころころ」を替え歌で歌った後者のCMがリニューアルされ、同年7月には前者をリニューアルしたCMも行うようになった。いずれも15秒バージョンのみ。
上戸彩（2023年2月 -、アクロンスマートケア）
キャラクター
ふくみみィちゃん
2012年9月から2016年1月までに登場したキャラクター。洋服好きな女の子の部屋のクローゼットの奥で生まれたウサギの女の子。
洋服を頭にかぶっており、そで口に耳を入れている。たくさんの洋服をみているうちに自分もまとってみたくなったらしい。このスタイルがお気に入り。
おしゃれな子のことも大好き、耳におしゃれセンサーが付いている。かわいい洋服がクタクタになっているのを見つけると、どこからともなく現れては、ダメージを全身で表現しながら気づかせてくれる。

## 競合商品
- ホームクリーニングエマール（花王） - このシリーズの対抗商品

かつてはP&Gジャパンも参入していたが、「ボールド 香りのおしゃれ着洗剤」の販売終了を機に撤退している。